# Juleevangeliet (eksperimentalfilm)
Juleevangeliet er en dansk eksperimentalfilm fra 1994 instrueret af Trine Vester efter eget manuskript.

## Handling
Trine Vesters udgave af juleevangeliet er først og fremmest en kamp mellem lys og mørke. Med disse to visuelle metaforer for godt og ondt i verden bygger hun et tidløst univers op omkring den klassiske fortælling. I denne udgave af fortællingen spiller Herodes og barnemordet i Bethlehem en meget væsentlig rolle.

## Medvirkende
- Lisa Brand
- Paolo Nani
- Kristian Dinesen
- Suzanne Jacobsen
- Jens Andersen
- Joost Van den Berg
- Anna Tulestedt
- Kai Vriesman